# 布羅-普蘭博
布羅-普蘭博是瑞士的城鎮，位於該國西部，由納沙泰爾州負責管轄，面積16.03平方公里，海拔高度1,012米，2011年人口241，六成人口信奉基督教，人口密度每平方公里15人。